# Porsche Boxster
El Porsche Boxster es un automóvil deportivo de lujo con motor central-trasero producido por el fabricante alemán Porsche. Sus principales rivales son los alemanes Audi TT, BMW Z3, BMW Z4 y Mercedes-Benz Clase SLK, los japoneses Honda S2000, Mazda MX-5, Nissan 350Z y Nissan 370Z, y el británico Jaguar F-Type. 
El Boxster fue el primer vehículo Porsche diseñado por Harm Lagaay como un roadster; hasta entonces, todos los vehículos Porsche descapotables habían sido desarrollados en base al cupé de techo rígido. La versión cupé se llama Porsche Cayman.

## Historia

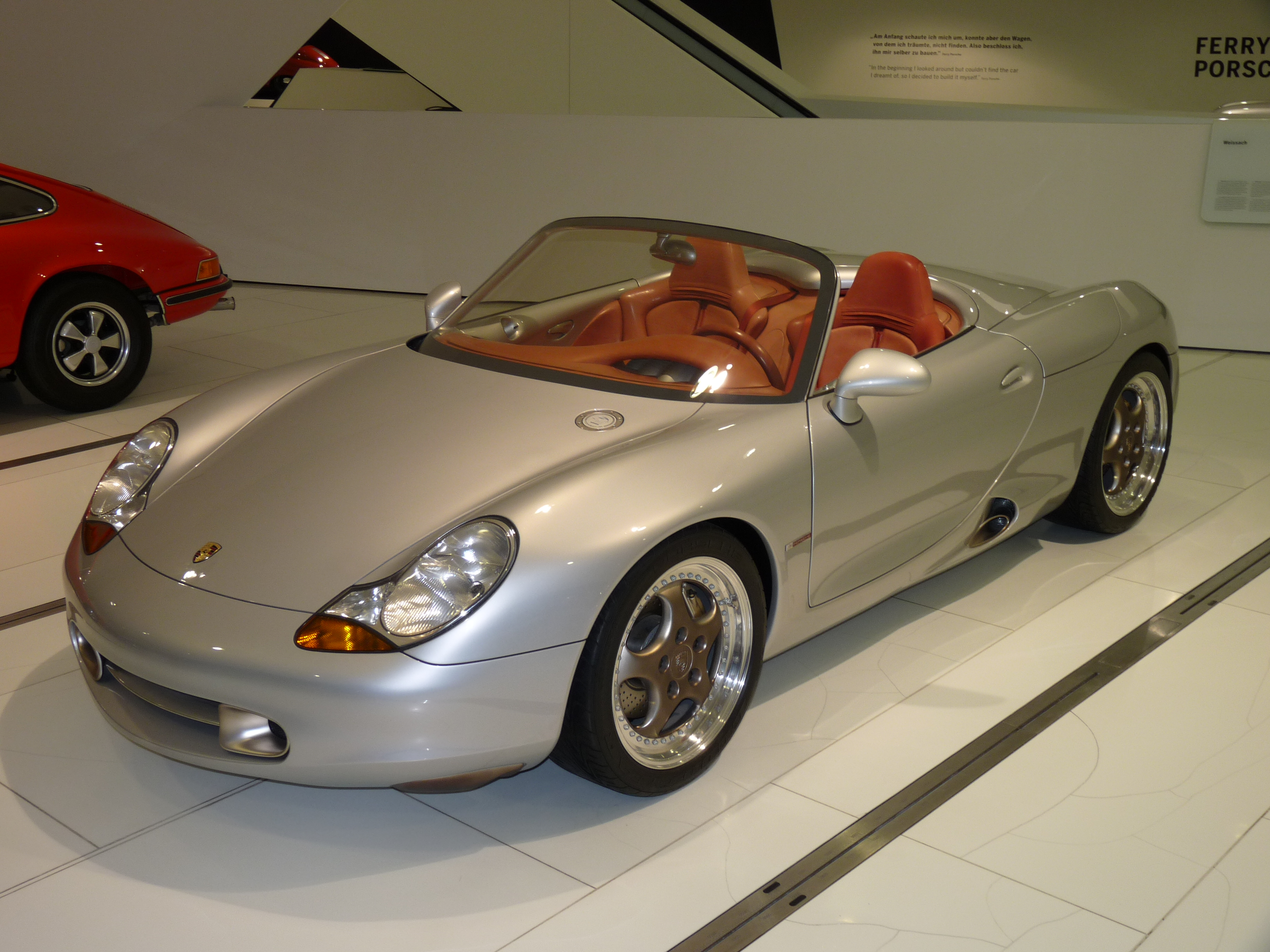
El estudio del concepto Boxster, que fue mostrado por primera vez en 1992. Aquí, en exposición en el nuevo Museo Porsche

La primera generación "Boxster" fue lanzada a finales del año 1996 como el modelo del '97, con un motor central-trasero tipo bóxer de 2.5 litros y seis cilindros. El Boxster presenta motor refrigerado por agua y no por aire. Este modelo tiene dos versiones llamadas "Boxster" y "Boxster S". Existen con cajas de cambios automática de cinco marchas, y manual de cinco ("Boxster") o seis marchas ("Boxster S").
En el 2000, el nuevo Boxster-S fue lanzado con un motor más potente de 3.2 litros mientras el modelo básico presentaba un motor de 2.7 litros.
En el año 2005 Porsche presentó la nueva generación de Boxsters: El 987 es más poderoso que su predecesores y tiene un estilo inspirado en el Carrera GT. Su potencia aumentó nuevamente en el 2007 cuando juntos modelos Boxster recibieron motores correspondientes al modelo Porsche Cayman. En el 2009 el modelo Boxster tuvo varios cambios mecánicos y cosméticos, aumentando aún más la potencia de su motor.
La producción del Porsche 986 comenzó en la planta donde se fabricaba el Porsche 928 en Stuttgart, Alemania, en 1996. Valmet Automotive también fabrica Boxsters bajo contrato con Porsche en la planta de Uusikaupunki, Finlandia. El Boxster fue el vehículo Porsche con mayor volumen de venta desde su comienzo en 1997 superando al Porsche 911 como el modelo más vendido de la marca, hasta que la compañía hizo el lanzamiento del todoterreno Porsche Cayenne en el año 2003. El nombre Boxster se origina de la palabra “Bóxer” refiriéndose al motor de seis cilindros opuestos en horizontal y la palabra “roadster” refiriéndose a su capacidad de dos pasajeros y techo descapotado (convertible) y tracción trasera. 
El diseño Boxster de Harm Lagaay estimuló un giro comercial para Porsche después de años de dificultad y bajas ventas. La presencia visual de la primera generación del Boxster fue inspirada por el Porsche 356 Speedster así como el Porsche 550 Spyder.
A mediados de 2016, coincidiendo con una completa renovación de la gama de la marca, tanto el Boxster como el Cayman fueron sustituidos por los 718 Boxster y 718 Cayman (en realidad son el mismo modelo; Boxster para la versión descapotable y Cayman para la coupé).

## Primera generación (1996-2004)
La primera generación del Boxster (Tipo 986) se introdujo a finales de 1996 únicamente como descapotable. En su lanzamiento, poseía un motor gasolina de seis cilindros bóxer, de 2.5 litros de cilindrada y 204 CV de potencia máxima. En 2000, el Boxster fue reestilizado; el "Boxster" recibió un motor de 2.7 litros y 220 CV, y la nueva variante "Boxster S" incorporó un 3.2 litros de 252 CV. El modelo recibió nuevamente una reestilización a finales de 2002, con un aspecto exterior modificado y motores más potentes, de 228 y 260 CV respectivamente.

### 50 Años del 550 Spyder
En 2004, el 550 Spyder Edición 50 Aniversario fue lanzado, con una tirada de producción limitada de solo 1953 coches. Estos fueron todos pintados en plata metalizado, el mismo color que la versión del coche-show del superdeportivo Carrera GT, y tuvo un singular interior en cuero color de marrón-cacao en todo el interior con tapicería de cuero natural gris como una opción sin costo. Cada coche también tenía una pintura especial en el interior, un sistema de gama alta de sonido BOSE, y llantas Carrera de 18 pulgadas de dos tonos de gris y plata, y como opción sin pintar sin costo adicional, separadores de rueda de 5 mm, tubo de escape deportivo Boxster S y la opción de la suspensión deportiva M030.
|  |  |

## Segunda generación (2005-2012)
La segunda generación del Boxster (Tipo 987) fue presentada al público en el Salón del Automóvil de París de 2004 y puesta a la venta en 2005. Se añadió una variante cupé, llamada Cayman, más costosa que el Boxster.
El "Boxster" tiene un motor de 2.7 litros de cilindrada, originalmente de 240 CV de potencia máxima y luego de 245 CV. El "Boxster S" incorporaba originalmente un 3.2 litros de 280 CV, que luego fue modificado para alcanzar 3.4 litros y 295 CV.

### Boxster RS60 Spyder

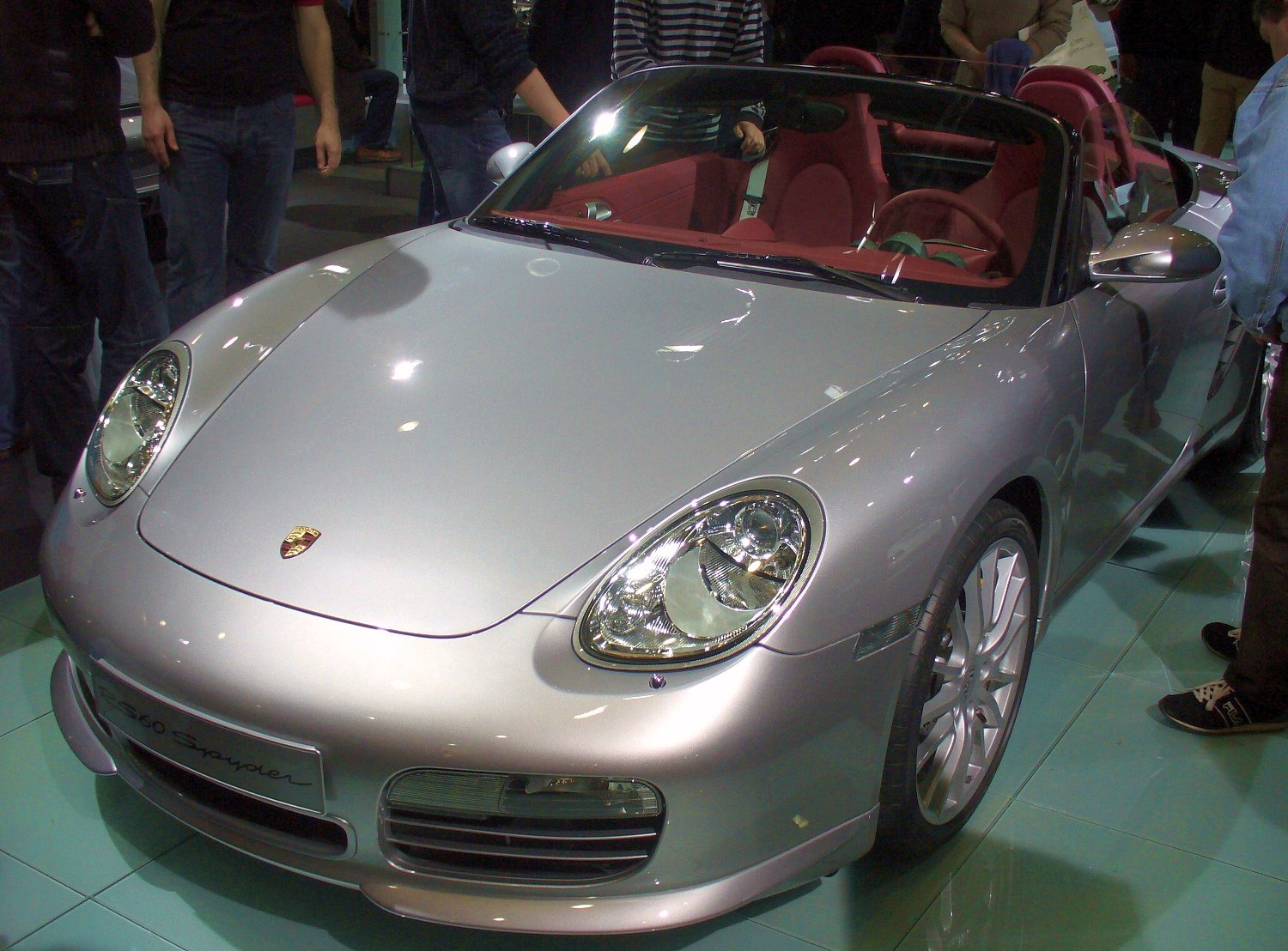
Porsche Boxster RS60 Spyder.

Porsche presentó el Boxster RS60 Spyder a finales de 2007 en el Salón del Automóvil de Bolonia. Es una edición limitada inspirada en el "Porsche Type 718 RS 60 Spyder" de los años 1960. Se fabricarán 1.960 ejemplares con una insignia que muestra el número de producción de cada unidad.
La carrocería está pintada en gris plateado, combinado con la capota y el interior en color "Rojo Carrera", aunque también se puede optar por la carrocería negra con capota e interior gris. Incorpora el kit estético de Porsche SportDesign y el detalle de la chapa identificativa de la edición especial, también tiene una nueva palanca de cambios o algunas inserciones metalizadas. 

## Tercera Generación (2013-2016)
La tercera generación del Boxster (Tipo 981) fue presentada al público en 2012 en el Salón del Automóvil de Ginebra.
El Boxster tiene un motor de 2.7 litros de cilindrada de 265CV de potencia máxima lo que le permite acelerar de 0-100 en 5,4 segundos. El "Boxster S" incorpora un 3.4 litros de 315 CV (0-100 en 4,7).
El modelo de comercializa con cambio manual, siendo el cambio PDK una opción disponible lo que mejora el rendimiento y el consumo.
Una de las principales diferencias con respecto a los anteriores modelos es la posibilidad de "descapotar" hasta 50km/h.
Otra de las novedades incluidas en este deportivo es la función Start&Stop lo que permite reducir el consumo especialmente cuando es necesario detenerse ante un semáforo.

### Boxster Spyder

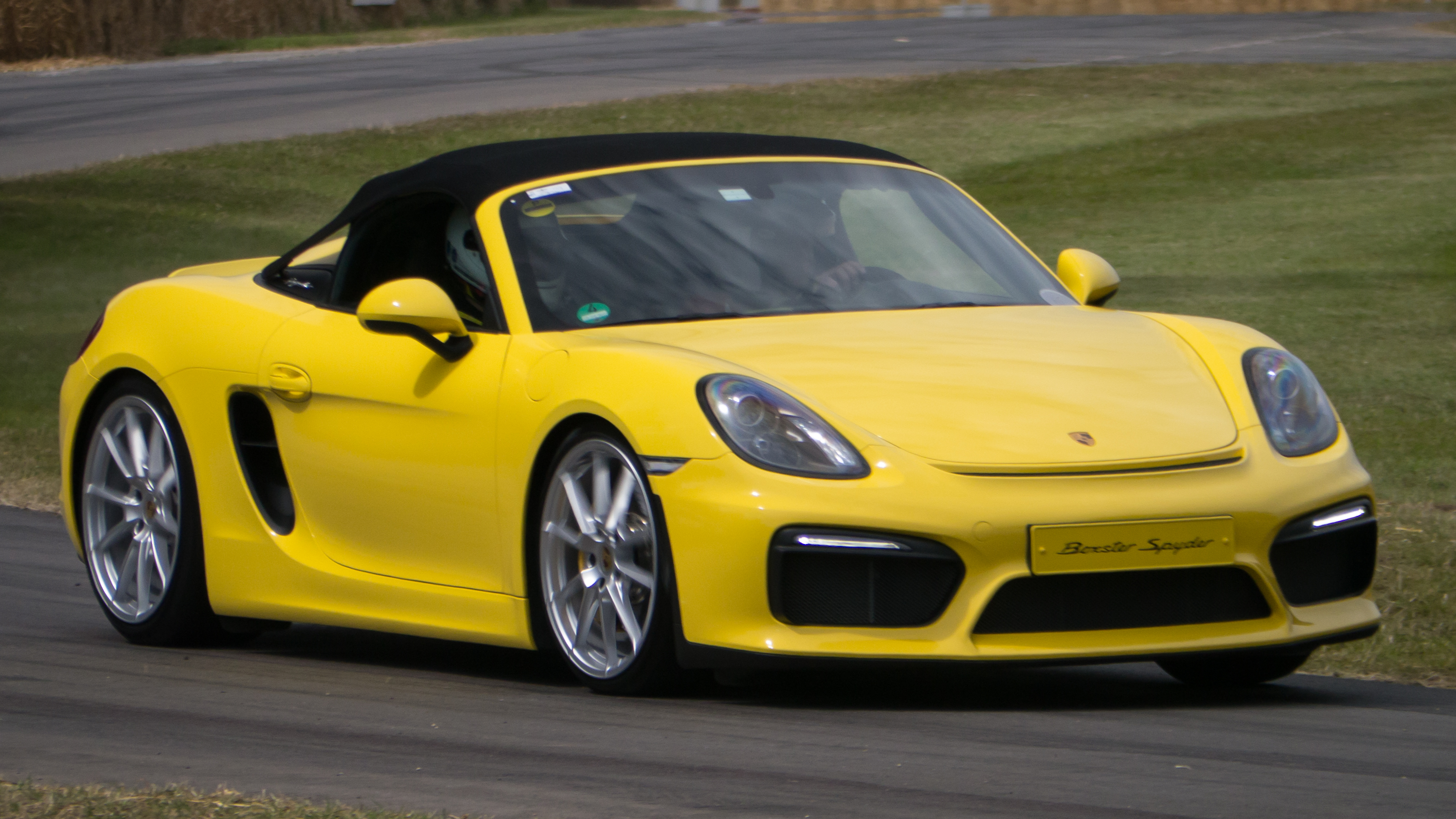
Porsche Boxster 981 Spyder

Porsche reveló el último modelo de Spyder en abril de 2015 en el Auto Show de Nueva York. El estilo del automóvil es similar al de la generación anterior, el Spyder, que continúa con la cubierta trasera de doble joroba y la parte superior de lona operada manualmente. También comparte un poco de estilo con el Cayman GT4, usando la misma fascia delantera y trasera. El motor también se comparte con el Cayman GT4, un 3.8-flat de 6 cilindros, lo que lo convierte en el motor de mayor capacidad y más potente utilizado en un Boxster con 287 kilovatios (385 bhp). También es el Porsche actual más ligero, que pesa 1.315 kilogramos (2.899 libras). Esto se logró mediante el uso de puertas de aluminio y la tapa trasera, el techo operado manualmente y ruedas ligeras únicas de 20 pulgadas. El aire acondicionado y el sistema de audio también se eliminan, aunque se pueden agregar como opciones sin costo. El frenado se realiza a través de frenos más grandes que el usado en el Boxster S, ya que son 340 mm delanteros y 330 mm traseros tomados del 911 Carrera S. También comparte desde el GT4 un diferencial de deslizamiento limitado combinado con vector de par de torsión Porsche y cuenta con una altura de 30 mm más baja. Además, toma prestada la cremallera de dirección del 911 Turbo S junto con el mismo volante GT de reducido diámetro que se usa tanto en el GT3 como en el GT4. La única caja de cambios disponible es un manual de 6 velocidades. El Spyder tenía un precio base de US $ 82,100 y solo estaba disponible como modelo 2016 con una producción mundial total de 2400 unidades, 850 US.

## Cuarta Generación (2016-presente)
La cuarta generación del Porsche Boxster (Tipo 718) fue presentada por primera vez en público en el salón de Ginebra del 2016. En esta nueva generación tanto el boxster como el cayman reciben la nomenclatura '718' como parte de su nombre.
Los modelos base equipan un nuevo motor bóxer turboalimentado de cuatro cilindros y 2.0 L de cilindrada, generando 300 caballos. Los modelos 'S' cuentan de igual manera con un propulsor bóxer turboalimentado de cuatro cilindros, pero con 2.5 L y generando 50 caballos más de potencia, elevando la cifra hasta un total de 350 caballos.
Debido a la poca aceptación de la incorporación de motores de 4 cilindros turboalimentados por parte de los amantes de la marca, Porsche incorpora el motor más grande nunca equipado a un modelo Boxster/Cayman, el 4.0 L derivado del GT4, con la nomenclatura GTS 4.0.